# Jürgen Gornas
Jürgen Gornas (* 18. April 1942 in Recklinghausen) ist ein deutscher Wirtschaftswissenschaftler.

## Leben
Gornas absolvierte eine kaufmännische Lehre zum Industriekaufmann und war danach mehrere Jahre als kaufmännischer Angestellter in Industriebetrieben tätig. Nach dem Abitur auf dem 2. Bildungsweg (Ruhr-Kolleg in Essen) studierte er Betriebswirtschaftslehre an der Universität Münster mit Abschluss als Diplom-Kaufmann. Er war wissenschaftlicher Assistent am Kommunalwissenschaftlichen Institut in Münster. Nach der Promotion 1975 zum Dr. rer. pol. wurde er zum Professor für Verwaltungslehre am Institut für Verwaltungswissenschaft der Helmut-Schmidt-Universität berufen.
Seine Forschungsschwerpunkte sind Betriebswirtschaftslehre der öffentlichen Verwaltung und öffentlichen Betriebe insbesondere öffentliches Rechnungswesen, Verwaltungscontrolling,  Verwaltungsplanung und Budgetierung sowie  strategisches  Verwaltungsmanagement mit entsprechenden Veröffentlichungen.

## Schriften (Auswahl)
- Grundzüge einer Verwaltungskostenrechnung. Die Kostenrechnung als Instrument zur Planung und Kontrolle der Wirtschaftlichkeit in der öffentlichen Verwaltung. Baden-Baden 1976, ISBN 3-7890-0187-2.
- mit Werner Beyer: Betriebswirtschaft in der öffentlichen Verwaltung. Systematische Darstellung der Besonderheiten der öffentlichen Betriebswirtschaftslehre. Köln 1991, ISBN 3-555-00334-8.
- Grundzüge einer Verwaltungskostenrechnung. Die Kostenrechnung als Instrument zur Planung und Kontrolle der Wirtschaftlichkeit in der öffentlichen Verwaltung. Baden-Baden 1992, ISBN 3-7890-2659-X.
- Funktionalreform in Mecklenburg-Vorpommern. Gutachten. Schwerin 1993, ISBN 3-555-53009-7.